# Roberto Di Cosmo
Roberto Di Cosmo est un chercheur informaticien italien, installé en France, membre du laboratoire Preuves, Programmes et Systèmes de l'université Paris-Diderot.

## Parcours
Il est diplômé de l'École normale supérieure de Pise et a soutenu sa thèse de doctorat à l'université de Pise, avant de devenir maître de conférences à l'École normale supérieure à Paris, puis professeur à l'université Paris-Diderot. Depuis septembre 2010, il est le directeur du laboratoire IRILL (Initiative pour la recherche et l'innovation sur le logiciel libre). Depuis septembre 2016 il est détaché auprès de l'Inria. Le 13 septembre 2011, Jérôme Vouillon et Roberto Di Cosmo ont remporté le prix « Microsoft Research Distinguished Artefact Award ». Il a été l'initiateur du premier MOOC sur le langage de programmation OCaml, dont la première session a eu lieu en octobre 2015.
Le 1 mai 2024, Roberto Di Cosmo devient membre d'honneur de la société informatique de France.

## Logiciels libres
Membre de l'AFUL, l'association francophone des utilisateurs de Linux et des logiciels libres, il fait régulièrement des conférences sur des sujets liés au logiciel libre. Une de ses grandes contributions à Linux est, également, la diffusion de la première distribution live (de 2000 à 2002) : DemoLinux, permettant d'utiliser Linux à partir d'un CD-ROM, sans installation. Il a été l'un des porteurs, en tant que président du bureau provisoire, du projet de pôle de compétitivité Ouverture, consacré au logiciel libre sur la région Paris-Île-de-France, intégré en 2007 au sein du pôle Systematic. Le 30 juin 2016, Inria a dévoilé Software Heritage, une initiative qui vise à préserver l'ensemble du code source disponible publiquement. Roberto Di Cosmo est l'un des architectes de cette bibliothèque ainsi que directeur du projet, sur lequel il travaille en collaboration étroite avec Stefano Zacchiroli.

## Publications
Il est devenu célèbre lors de la publication sur le Net d'un pamphlet en 1998 : Piège dans le cyberespace. Il est coauteur d'un livre avec la journaliste Dominique Nora : Le Hold-up planétaire : la face cachée de Microsoft. Ce livre est aujourd'hui disponible gratuitement sous licence Creative Commons BY-NC-ND.